# پرستاشاپ

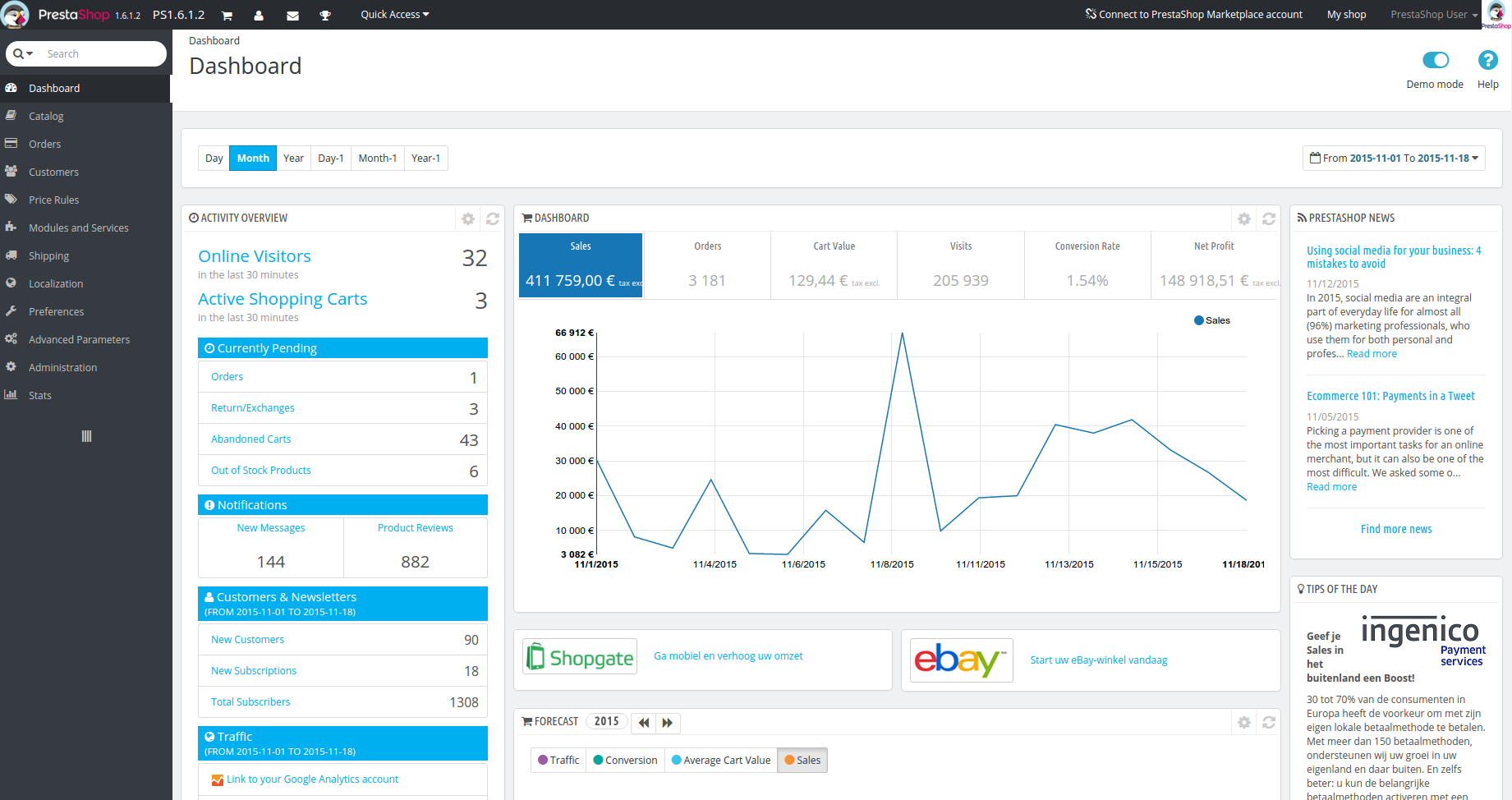
پیشخوان پرستاشاپ

پرستاشاپ (انگلیسی: PrestaShop) نام یک اسکریپت (یا نرم‌افزار) فروشگاه ساز اوپن سورس (به معنی متن باز) هست که با زبان اسکریپتی پی‌اچ‌پی نوشته شده است و از مای‌اس‌کیوال پشتیبانی می‌کند توسط تیم توسعه دهنده آن PrestaShop که در حال حاضر بیشتر از ۱۰۰ نفر هستند به صورت رایگان در سطح جهانی منتشر شده است. کد نویسی این سیستم بر اساس پلتفورم سیمفونی (symfony) و قالب‌های آن بر اساس موتور تولید قالب اسمارتی (smarty) نوشته شده‌اند.

## تاریخچه
اولین نسخه پایدار این فروشگاه ساز در ۲۰ فوریه سال ۲۰۰۸ میلادی (زمستان سال ۱۳۸۶ هجری شمسی) منتشر شد.

## پرستاشاپ چیست؟
اسکریپت پرستاشاپ فروشگاه سازی رایگان با امکانات بی نظیر است. امکانات اولیه این فروشگاه ساز تمام نیازهای شما را برای آغاز یک فروش موفق برآورده خواهد کرد.
به دلیل ساختار برنامه‌نویسی عالی و پویایی و قدرت تیم پشتیبانی که به سرعت نواقص و اشکالات گزارش شده در این نرم‌افزار را رفع کرده و امکانات جدید به آن اضافه می‌کردند، این اسکریپت به سرعت رشد کرد و مورد استقبال عمومی قرار گرفت. در حال حاضر به جرئت می‌توان گفت که پرستاشاپ در حوزه کاری خود، یکی از قویترین اسکریپتهای مطرح در سطح جهان است.
قابلیت‌های خاص و ویژه پرستاشاپ کمک زیادی به پیشرفت آن در طی این سالها نموده است. قابلیتهایی از جمله پشتیبانی از سایتهای چندزبانه و همچنین قابلیت چند واحد پول در فروشگاه که مخصوصاً در کشورهای اروپایی بسیار حائز اهمیت هستند. از بدو انتشار نخستین نسخه، تیم پرستاشاپ همواره در نسخه‌های جدید خود، امکانات جدیدی را عرضه نموده و خود را با آخرین استانداردهای برنامه‌نویسی و طراحی صفحات وب منطبق نموده است. مشتریان پرستاشاپ با ارتقا نسخه خود به آخرین نسخه، می‌توانند همیشه همراه با آخرین تکنولوژیهای طراحی وب، سئو و فروشگاه‌های اینترنتی گام بردارند.
استفاده از موتور قدرتمند اسمارتی و فریمورک برنامه‌نویسی منظم و بهینه پرستاشاپ، باعث شده است که این اسکریپت انعطاف بسیار بالایی داشته باشد و به جرئت می‌توان گفت که هر قابلیت و امکاناتی را می‌توان برای این اسکریپت فراهم نمود. به لطف فراگیر شدن این اسکریپت، قالبها و ماژولهای زیادی برای نسخه‌های مختلف آن نوشته شد و تیم‌های مختلفی در کشورهای سراسر جهان از جمله ایران به پشتیبانی و توسعه آن مشغول هستند.
پرستاشاپ در حاضر توسط ۲۷۰٬۰۰۰ فروشگاه اینترنتی در سراسر جهان استفاده می‌شود و به ۶۰ زبان دنیا در دسترس است.

### پرستاشاپ فارسی
در ایران بیش از ۶۰۰۰ فروشگاه اینترنتی با استفاده از فروشگاه ساز رایگان پرستاشاپ راه اندازی گردیده است.

## مزایای پرستاشاپ
- نصب آسان
- یوزر فرندلی و کاربرپسند بودن
- شخصی‌سازی راحت
- پرداخت ایمن[۲]

### نسخه ۱٫۷
پرستاشاپ با انتشار نسخه ۱٫۷، در حال کنار گذاشتن فریمورک اختصاصی خود و انتقال این فروشگاه ساز به فریمورک قدرتمند سیمفونی است. با تکمیل این فرایند، ارتقا و به روز رسانی هسته پرستاشاپ، همگام با سیمفونی خواهد بود.